# Неріт (міфологія)
У грецькій міфології Неріт (грец. Νηρίτης, романізоване: Nērítēs) був другорядним морським божеством, сином «Морського старця» Нерея та Океаніди Доріди і братом п'ятдесяти нереїд (очевидно, їхніх єдиних братів і сестер чоловічої статі). Його описували як молодого хлопця приголомшливої краси. Згідно з Еліаном, Неріт ніколи не згадувався епічними поетами, такими як Гомер і Гесіод, але був загальною фігурою у фольклорі мореплавців.

## Інтернет-ресурси
- NERITES on The Theoi Project